# 藤原时姬
藤原时姬（平假名：ふじわら の ときひめ，生年不明 - 天元3年1月15日（980年2月4日））是日本平安時代中期的一位女性。摄津守藤原中正之女。摄政太政大臣藤原兼家的正室，一条、三条二位天皇的外祖母。贈正一位。

## 人物生平
藤原时姬是藤原兼家的正室，与兼家之间生有藤原道隆、藤原道长等3男2女，夫兼家任摄政前已死去。一条天皇即位后的永延元年（987年）赠外祖母时姬正一位。时姬之兄藤原安亲本为中级贵族，因时姬的缘故以天皇外戚的身份得任参议，位列公卿。

一说藤原道隆兄弟的母亲是兼家的一位侧室藤原安亲之女即时姬的侄女。但是从安亲和时姬的长子藤原道隆的年龄差（31岁）来考虑，这二者应当是甥舅关系，道隆等兄弟应为时姬所生。

因为时姬在丈夫和儿子们出人头地之前便已去世，所以没有太多详细的历史记录。

## 轶事
- 藤原时姬的丈夫藤原兼家的侧室之一、《蜻蛉日记》日记的作者藤原道纲母在该日记中曾有未直接指名道姓而被后人猜测认为是时姬的人物登场，作者对她抱有竞争意识。在该日记中也提到后来藤原兼家将时姬母子等招入兼家的府邸东三条殿居住的事。
- 藤原时姬年少时，想占卜前途吉凶。于是来到二条大路听人诵经。有一个老婆婆对时姬说：“你的子女日后必定荣华显达，没有什么事不顺心，而且福泽绵长，就像这条二条大路那样宽那样长。”后来时姬的三个儿子全部担任摄关、两个女儿均为国母，果然应验当年老婆婆之言[3]。

## 家庭
- 父：藤原中正 - 从四位上左京大夫
- 母：橘严子 - 中纳言橘澄清之女
- 夫：藤原兼家
- 子女：
  - 長子:藤原道隆（953-995）
  - 長女:藤原超子（954?-982） - 冷泉天皇女御、三条天皇生母
  - 三子:藤原道兼（961-995）
  - 次女:藤原詮子（東三条院）（962-1001） - 圆融天皇女御、一条天皇生母
  - 五子:藤原道長（966-1028）

## 登場作品
影視劇
- 致光之君（2024年、NHK大河劇、演：三石琴乃）